# MSC Virtuosa
Az MSC Virtuosa egy Meraviglia Plus osztályú üdülőhajó, amely az MSC Cruises birtokol és üzemeltet. A Chantiers de l'Atlantique hajógyár építtette Saint-Nazaire-ban, Franciaországban, ő a második hajó a Meraviglia Plus osztályban és testvérhajója az MSC Grandiosa-nak.  Az eredeti tervek szerint 2020. november 8-án debütált volna, szállítása és üzembe helyezése azonban késett a COVID-19 járvány miatt. 2021. február 1-jén szállították le az MSC Cruises-nak, és 2021 májusában lépett szolgálatba.

## Története

### Építése
2016. február 1-jén az MSC Cruises bejelentette, hogy két új hajóra vonatkozó opcióit határozott megrendeléssé alakították át, az új hajók pedig a társaság eredeti Meraviglia osztályú platformjáról, a Meraviglia Plus névre keresztelt alosztály részét képezik. Minden új hajót nagyobbnak terveztek, mint régebbi Meraviglia osztályú nővéreiket. Bruttó űrtartalma 181,541 tonna, maximális utasszállító kapacitása 6,334 vendég.
2018. június 14-én az MSC Cruises ünnepelte a második Meraviglia Plus osztályú hajó acélvágását, és bejelentette az MSC Virtuosa nevét a Chantiers de l'Atlantique hajógyárban. 2019. november 29-én kitelepítették, és nedves dokkba költöztették az építkezés befejezéséhez.

### Bemutatkozása
Az MSC Virtuosa eredetileg 2020 októberében lett volna kézbesítve, és első útját 2020. november 8-án indítaná Genovából. Azonban a COVID-19 világjárvány miatt építési késések keletkeztek a hajógyárban, melyek lelassították a hajó építési folyamatát. A kézbesítésre 2021. február 1-én került sor, hagyományos zászlóünnepséggel a Chantiers de l'Atlantique hajógyárban. 2021. május 2-án állt szolgálatba, Southamptonból indult.

### Operatív karrier
A tervek szerint az MSC Virtuosa 2020 őszén kezdte volna meg a heti útvonalakat a Földközi-tengeren.  Az építési késések miatt azonban az MSC Grandiosa lecserélte a hajó összes menetrendjét a 2020–2021 -es téli szezonban. 2021. május 20-án három és négy éjszakás hajóutakkal indul Southamptonból, majd június 12-én hétnapos hajóutakat kezd a Brit-szigetek környékén, három felszállási kikötővel Angliában és Skóciában. Ezek a hajóutak olyan kikötőkbe vezetnek, mint Portland, Liverpool, Greenock és Belfast, és kizárólag az Egyesült Királyságban élőknek szólnak. Eredetileg a tervek szerint Észak-Európában és a balti régióban hajózott volna a 2021 tavaszi szezonban, azonban ezeket a hajóutakat az MSC Seaview üzemelteti. 2021 őszén új pozícióba lép Dubajba, ahol egész télen tartózkodik, és 7 napos útvonalakon közlekedik a Perzsa-öbölben az Egyesült Arab Emírségekbe, Katarba, Szaúd-Arábiába és Ománba .

## Tervezés és mérnöki tevékenység
Az MSC Grandiosához hasonlóan az MSC Virtuosa is szelektív katalitikus redukciós rendszerrel van felszerelve, amely 80 százalékkal csökkenti a nitrogén-oxid-kibocsátást, valamint egy zárt hurkú kipufogógáz-tisztító rendszerrel, amely 97 százalékkal csökkenti a hajók kén-kibocsátását. A kikötőkben kikötve parti erővel is képes lesz futni.

## Fordítás
- Ez a szócikk részben vagy egészben  a   MSC Virtuosa című angol Wikipédia-szócikk ezen változatának fordításán alapul.  Az eredeti cikk szerkesztőit annak laptörténete sorolja fel. Ez a jelzés csupán a megfogalmazás eredetét és a szerzői jogokat jelzi, nem szolgál a cikkben szereplő információk forrásmegjelöléseként.